# Roy Black

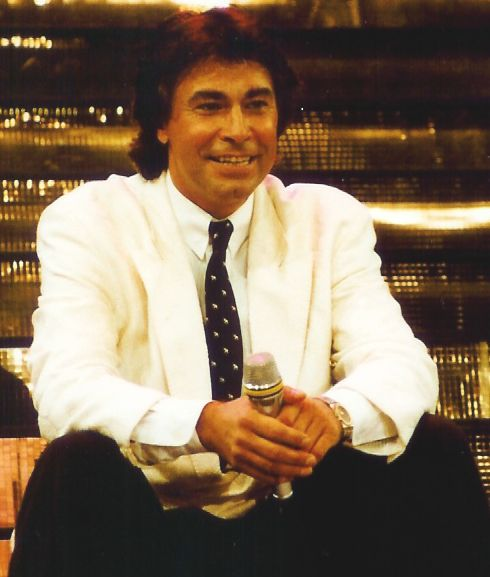
Roy Black (1989).

Roy Black (Bobingen, Alemania, 25 de enero de 1943 - Heldenstein, Alemania, 9 de octubre de 1991), cuyo verdadero nombre es Gerhard Höllerich, fue un cantante de Schlager y actor alemán. Falleció a los 48 años de un ataque al corazón.

## Discografía
- 1964 - Sweet Baby mein
- 1965 - Du bist nicht allein
- 1966 - Ganz in Weiß
- 1966 - Good Night my Love
- 1967 - Frag' nur dein Herz
- 1968 - Bleib bei mir
- 1968 - Ich denk an dich
- 1969 - Das Mädchen Carina
- 1969 - Dein schönstes Geschenk
- 1971 - Schön ist es auf der Welt zu sein (junto a Anita)
- 1971 - Für dich allein (du kannst nicht alles haben)
- 1972 - Eine Rose schenk ich dir
- 1973 - Ave Maria
- 1974 - Einsam ohne dich
- 1977 - Sand in deinen Augen
- 1985 - Mona
- 1986 - In Japan geht die Sonne auf
- 1986 - Wahnsinn
- 1987 - Geträumt
- 1989 - Wanderjahre
- 1991 - Rosenzeit

## Filmografía
- 1968 - Das Paradies der flotten Sünder
- 1968 - Immer Ärger mit den Paukern
- 1969 - Zum Beispiel Roy Black (documental)
- 1969 - Unser Doktor ist der Beste
- 1969 - Hilfe, ich liebe Zwillinge
- 1970 - Wenn du bei mir bist
- 1971 - Wer zuletzt lacht, lacht am besten
- 1971 - Wenn mein Schätzchen auf die Pauke haut
- 1971 - Hochwürden drückt ein Auge zu
- 1972 - Kinderarzt Dr. Fröhlich
- 1972 - Grün ist die Heide
- 1973 - Alter Kahn und junge Liebe
- 1974 - Schwarzwaldfahrt aus Liebeskummer
- 1989 - 1991 - Ein Schloß am Wörthersee (serie de televisión)